# Nébuleuse obscure
 (décembre 2023).
Si vous disposez d'ouvrages ou d'articles de référence ou si vous connaissez des sites web de qualité traitant du thème abordé ici, merci de compléter l'article en donnant les références utiles à sa vérifiabilité et en les liant à la section « Notes et références ».
En astronomie, les nébuleuses sombres, nébuleuses obscures ou nébuleuses d'absorption, sont des régions où les poussières du milieu interstellaire semblent se concentrer en grands nuages qui apparaissent comme des régions pauvres en étoiles.
Les nébuleuses sombres peuvent être vues si elles obscurcissent une partie d'une nébuleuse en émission ou de réflexion, comme la nébuleuse de la Tête de Cheval dans la constellation d'Orion ou la nébuleuse du Cône dans la constellation de la Licorne, ou si elles bloquent la lumière des étoiles en arrière-plan, comme le sac de charbon dans la constellation de la Croix du Sud.

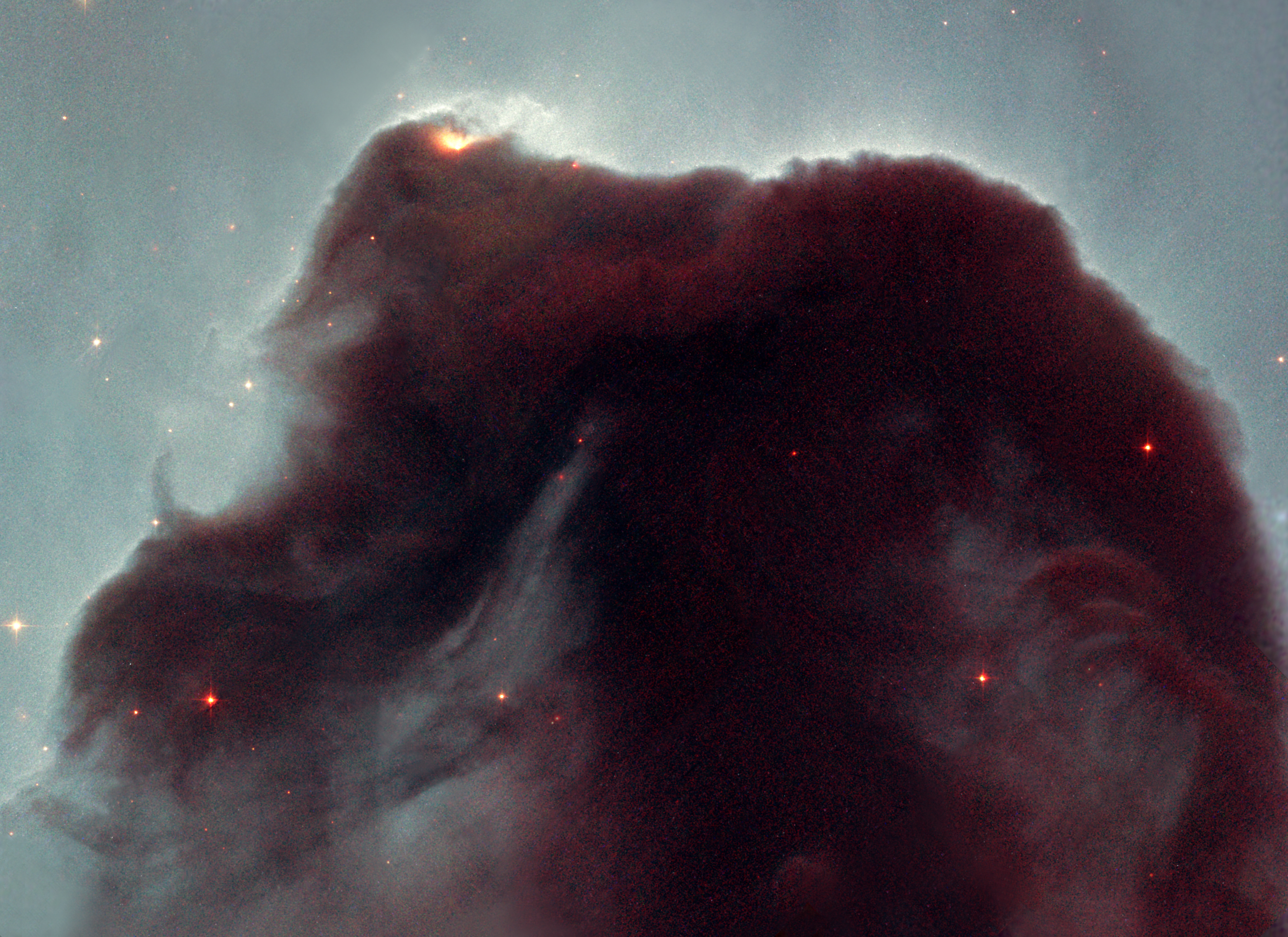
Gros plan de la nébuleuse de la Tête de Cheval.

La forme de ces nuages est très irrégulière : ils n'ont aucune frontière externe clairement définie et prennent parfois des formes contorsionnées. Les plus grandes nébuleuses sombres sont visibles à l'œil nu, apparaissant comme des zones sombres sur le fond plus lumineux de la Voie lactée.
L'hydrogène de ces nuages sombres et opaques existe sous forme moléculaire (H2).
Les plus grandes nébuleuses de ce type, les nuages moléculaires géants, sont plusieurs millions de fois plus massifs que le soleil.
Ils contiennent une grande partie de la masse du milieu interstellaire, ont une taille d'environ 150 années-lumière, une densité de matière moyenne de 100 à 300 molécules par centimètre cube et une température interne de seulement de 7 à 15 K.
Les nuages moléculaires sont constitués principalement de gaz et de poussières mais peuvent aussi contenir beaucoup d'étoiles.
Leurs cœurs sont complètement cachés à la vue et seraient indétectables si leurs molécules constitutives n'émettaient pas dans le domaine des micro-ondes. 
Ce rayonnement n'est pas absorbé par la poussière et peut donc traverser aisément ces nuages.
La matière dans ces nuages est groupée en masses compactes de toutes tailles; les plus petites ayant à peine la taille typique d'une étoile et d'autres s'étendant sur une année-lumière.
Ces nuages possèdent un champ magnétique interne qui les empêche de s'effondrer sous l'effet de leur propre gravitation.
Les nuages moléculaires géants jouent un rôle important dans la dynamique des galaxies : quand une étoile passe près d'un nuage géant, l'attraction gravitationnelle considérable de celui-ci perturbe significativement l'orbite de l'étoile. Après de multiples rencontres similaires, une étoile d'un certain âge aura des composantes de vitesse significatives dans toutes les directions, au contraire de l'orbite presque circulaire que les étoiles jeunes héritent du nuage qui les a engendrées.
Ceci donne à l'astronome un autre outil pour estimer l'âge des étoiles et contribue à expliquer l'épaisseur du disque galactique.
Les régions internes des nébuleuses sombres sont le siège d'événements importants : la formation des étoiles.